# Chlorophorus lineatus
Chlorophorus lineatus là một loài bọ cánh cứng trong họ Cerambycidae.